# Alberto David
Alberto David (ur. 26 marca 1970) – luksemburski szachista, pierwszy arcymistrz w historii tego kraju (tytuł otrzymał w 1998 roku). Reprezentant Włoch od 2012 roku.

## Kariera szachowa
Od pierwszych lat 90. XX wieku jest najlepszym szachistą Luksemburga. Pomiędzy 1994 a 2006 sześciokrotnie wystąpił na szachowych olimpiadach (w roku 2002 zdobywając srebrny medal za wynik indywidualny), natomiast w latach 1992, 2001 i 2003 – na drużynowych mistrzostwach Europy (w 2003 zdobywając złoty medal za wynik indywidualny). W 2012 r. zdobył w Turynie złoty medal indywidualnych mistrzostw Włoch, natomiast w 2014 – medal brązowy.
Wielokrotnie brał udział w turniejach międzynarodowych, odnosząc szereg sukcesów, m.in. w:
- Atenach (1997, mistrzostwa Europy w szachach szybkich III m. za Ulfem Anderssonme i Anatolijem Wajserem),
- Turynie (1998, dz. III m. za Miso Cebalo i Olegiem Romaniszynem, wspólnie z m.in. Josifem Dorfmanem, Thomasem Lutherem),
- Vlissingen (1999, I m.),
- Evry (2003, I m.),
- La Roche-sur-Yon (2007, dz. II m. za Andrei Istrațescu, wspólnie z Yannickiem Pelletierem, Romainem Édouardem i Hichamem Hamdouchim),
- Bratto (2007, dz. III m. za Miso Cebalo i Władimirem Burmakinem, wspólnie z m.in. Władimirem Jepiszynem, Jacobem Aagaardem i Siergiejem Tiwiakowem),
- Calvi (2008, II m. z Stefanem Macakiem),
- Paleochorze (2008, dz. I m. wspólnie z m.in. Steliosem Halkiasem, Jewgienijem Postnym, Jurijem Jryworuczko i Mircea Parligrasem),
- Orsayu (2009, I m.),
- Fermo (2010, dz. I m. wspólnie z m.in. Władimirem Jepiszynem),
- Malakoffie (2011, dz. I m. wspólnie z m.in. Andreiem Istrățescu),
- Pieve di Cento (2011, dz. I m. wspólnie z Aleksiejem Driejewem).

oraz wielokrotnie w Paryżu:
- 2002, dz. III m. za Jean-Lukiem Chabanonem i Andriejem Szczekaczewem, wspólnie z m.in. Aleksandrą Kostieniuk, Liviu-Dieterem Nisipeanu i Laurentem Fressinetem,
- 2003, turniej NAO, I m..
- 2003, Lamoureux Open, I m.,
- 2004, dz. I m. wspólnie z Pawłem Tregubowem, Maximem Vachier-Lagrave, Murtasem Każgalejewem, Amirem Bagheri, Konstantinem Landą i Jean-Marcem Degraeve,
- 2004, turniej NAO, dz. I m. wspólnie z Maximem Vachier-Lagrave,
- 2005, dz. I m. wspólnie z Arturem Koganem,
- 2007, dwukrotnie I m,
- 2008, dz. I m. wspólnie z Maximem Vachier-Lagrave,
- 2010.

Najwyższy ranking w dotychczasowej karierze osiągnął 1 maja 2010 r., z wynikiem 2631 punktów zajmował wówczas 1. miejsce wśród luksemburskich szachistów.